# Pseudodrassus
Pseudodrassus là một chi nhện trong họ Gnaphosidae.